# Bremondans
Bremondans är en kommun i departementet Doubs i regionen Bourgogne-Franche-Comté i östra Frankrike. Kommunen ligger i kantonen Vercel-Villedieu-le-Camp som tillhör arrondissementet Pontarlier. År 2022 hade Bremondans 102 invånare.

## Befolkningsutveckling
Antalet invånare i kommunen Bremondans
Referens:INSEE